# Pin-up

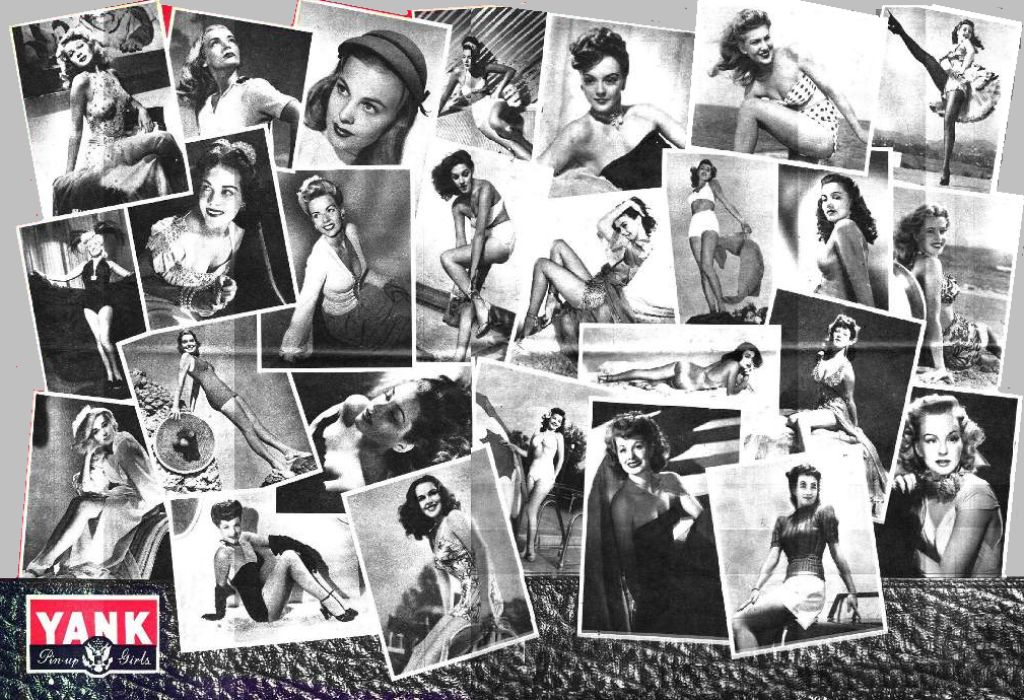
Fotografias de pin-ups na revista estadunidense Yank, the Army Weekly.

Pin-up é uma designação em inglês que se refere a uma modelo voluptuosa, cujas imagens sensuais produzidas em grande escala exercem um forte atrativo na cultura pop. Também se designa Pin-up o material gráfico sensual, destinado à exibição informal, que constituem-se num tipo leve de erotismo, geralmente era uma ilustração a aquarela baseada em uma fotografia. As mulheres consideradas pin-ups são geralmente modelos e atrizes, mas também se pode encontrar outros tipos com mais sensualidade e menos erotismo.

## Histórico

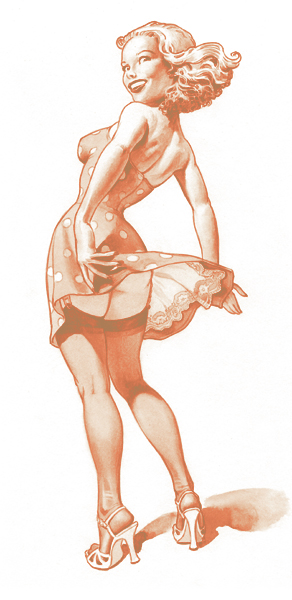
Pin-up de Patrick Hitte.

Pin-up também pode se referir a desenhos, pinturas e outras ilustrações feitas por imitação a estas fotos. O termo foi documentado pela primeira vez em inglês em 1941; contudo, seu uso pode ser rastreado pelo menos até a década de 1890. As imagens “pin-up” podiam ser recortadas de revistas, jornais, cartões postais, cromo-litografias e assim por diante. Tais fotos apareciam frequentemente em calendários, os quais eram produzidos para serem pendurados (em inglês, pin-up) de alguma forma. Posteriormente, pôsteres de “pin-up girls” começaram a ser produzidos em massa.
Muitas pin-ups eram fotografias de celebridades consideradas sex symbols. Betty Grable foi uma das mais populares dentre as primeiras pin-ups. Um de seus pôsteres tornou-se onipresente nos armários dos soldados norte-americanos durante a Segunda Guerra Mundial. Outras pin-ups eram trabalhos artísticos, frequentemente representando versões idealizadas do que alguns imaginavam ser a representação de uma mulher particularmente atraente. Um exemplo antigo do último tipo foi a Gibson girl (garota de Gibson), desenhada por Charles Dana Gibson. O gênero também deu origem a vários artistas especializados, tais como Gil Elvgren, Alberto Vargas, George Petty e Art Frahm. Assim como, mulheres que fazem parte deste segmento também merecem reconhecimento por suas obras como: Olivia de Berardinis, Luma Rouge, Fiona Stephenson, Zoe Mozert, Joyce Ballantyne Brand, Pearl Frush, Jennifer Janesko, Ruth Deckard e Bunny Yager.
A expressão cheesecake é sinônimo de “foto pin-up”. O mais antigo uso documentado neste sentido é de 1934, antecipando-se a pin-up, embora anedotas afirmem que a expressão estava em uso na gíria pelo menos 20 anos antes, originalmente na frase (dita sobre uma bela mulher) better than cheesecake (algo como um verdadeiro pitéu).
Homens também podem ser considerados pin-ups e existem equivalentes masculinos de modelos e atores atraentes como Brad Pitt e outros. O termo equivalente, nesta acepção, é beefcake (algo como bofe, em gíria brasileira).
Em anos recentes, ilustradores como Rion Vernon, têm explorado pin-ups de modo mais radical. Vernon, criador do termo pinup toons, fundiu a clássica garota pin-up com os elementos da HQ e cartoon.

## Outros tipos depin-ups
Em HQs, uma pin-up é simplesmente uma arte que ocupa uma página inteira, costumeiramente sem diálogo, que exibe um personagem ou grupo de personagens, ou um acontecimento significativo, publicado numa edição regular ou especial e que não foi pensada para tornar-se um pôster.
Em publicações profissionais para fãs de filmes e séries de televisão, uma pin-up pode representar uma fotografia posada dos atores ou atrizes do assunto em pauta, mas pode também exibir cenas específicas especialmente fotografadas para fins de divulgação (os chamados stills).

## Desenhos de pin-ups

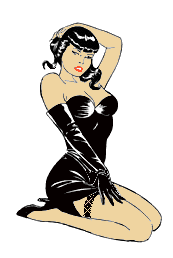
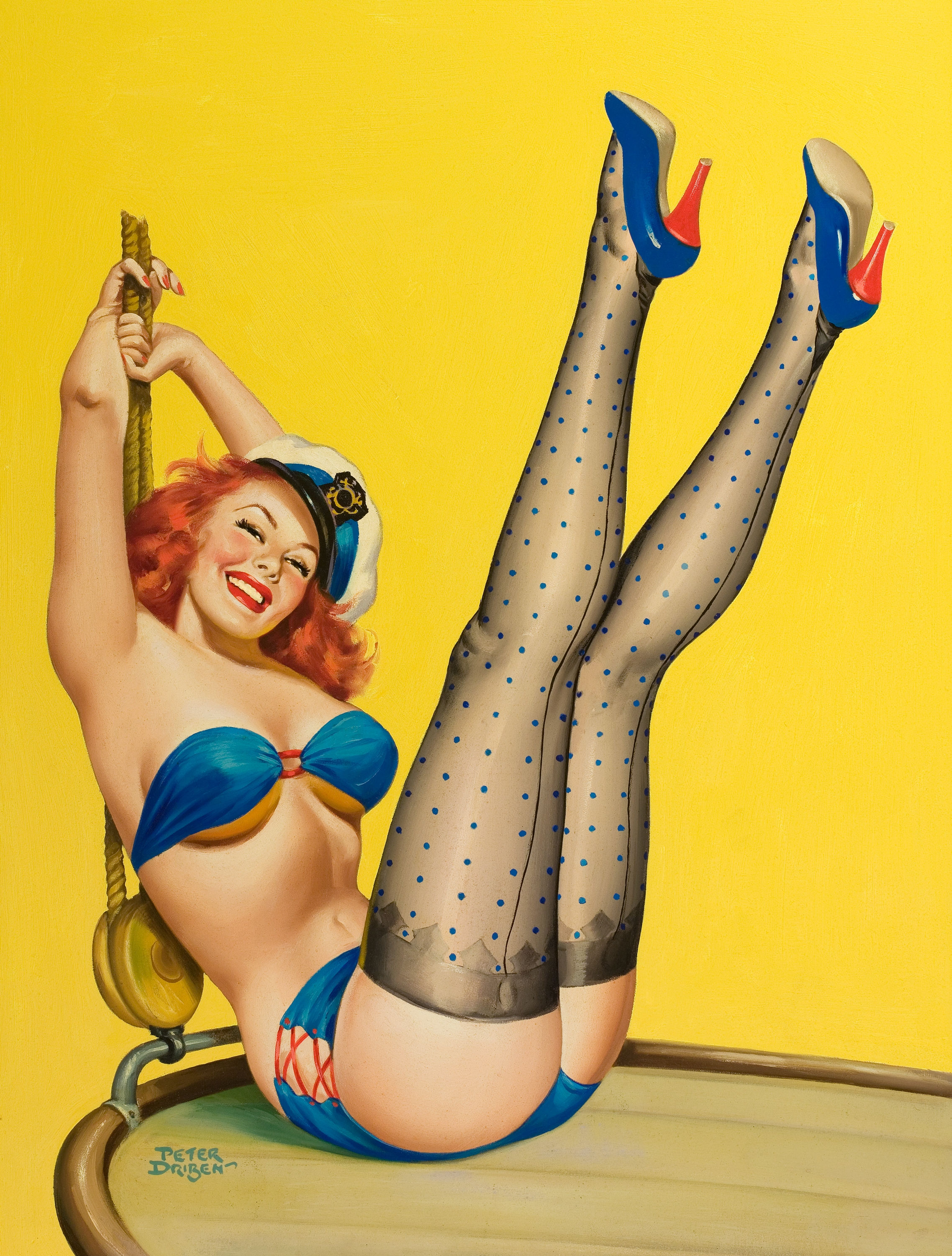
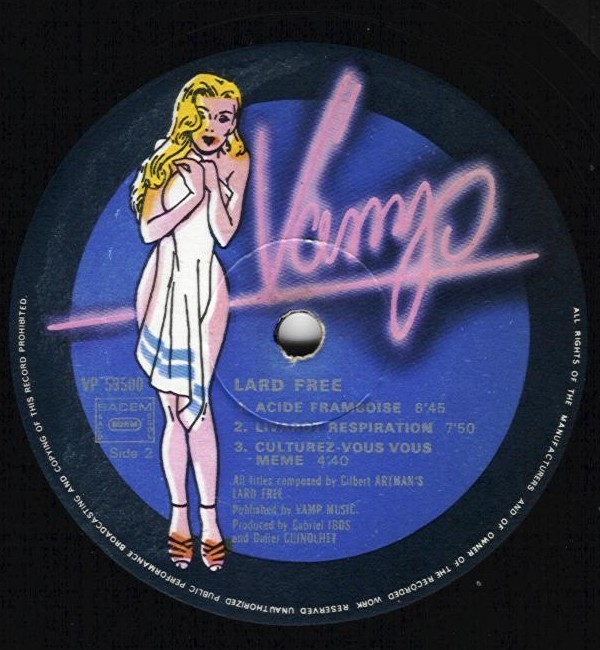
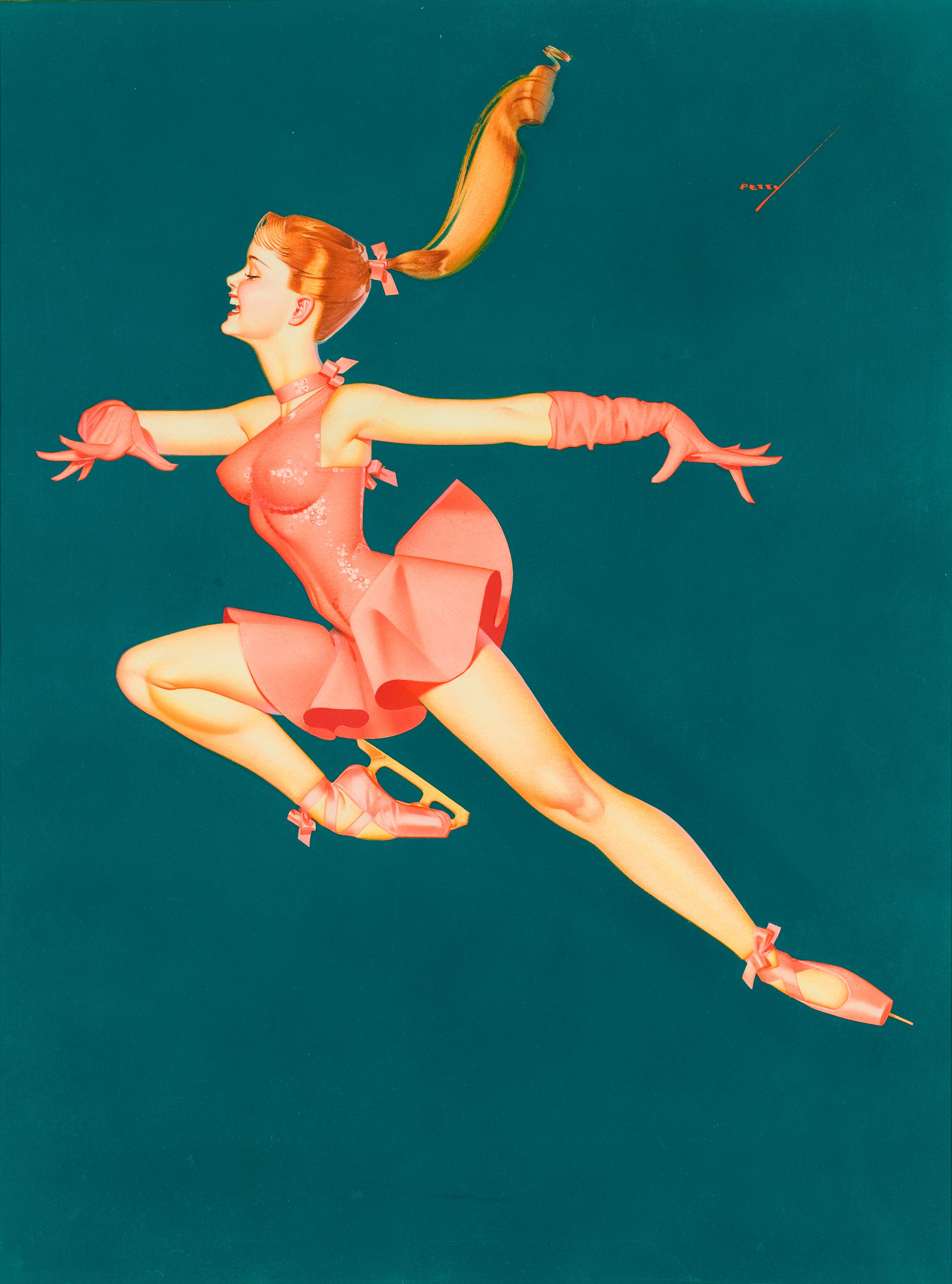
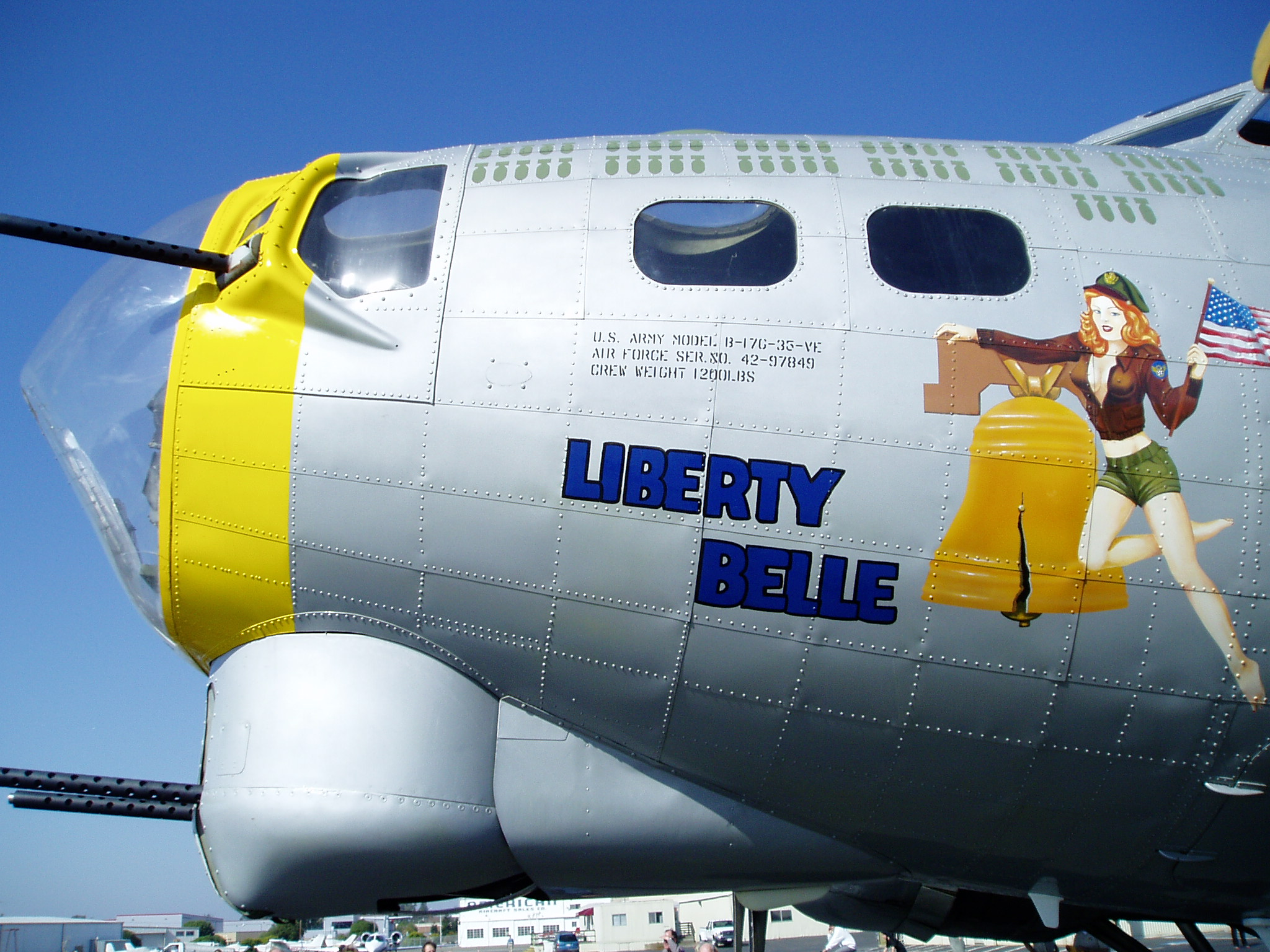
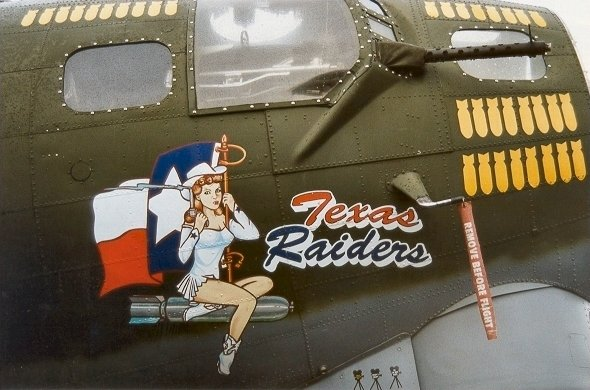
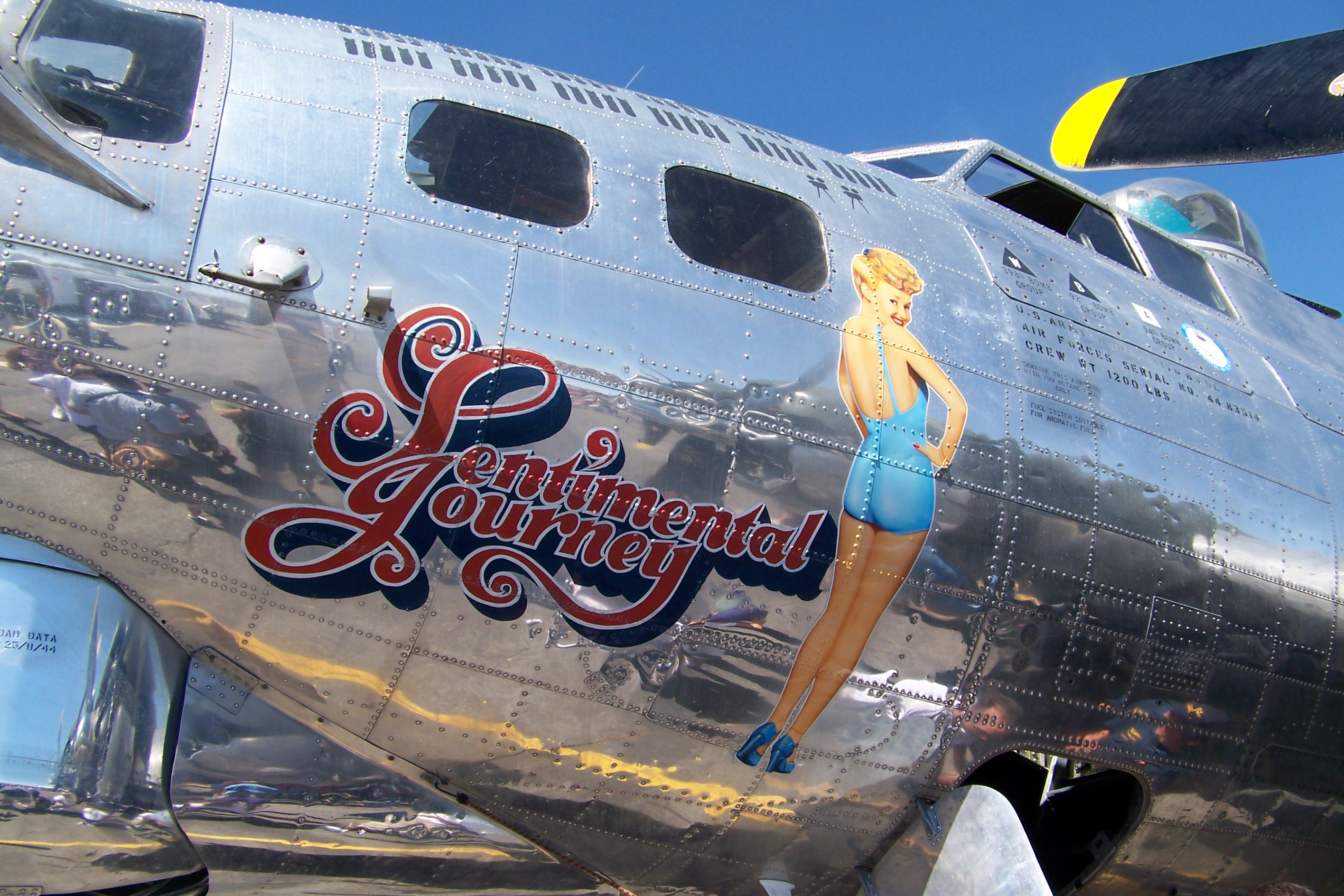
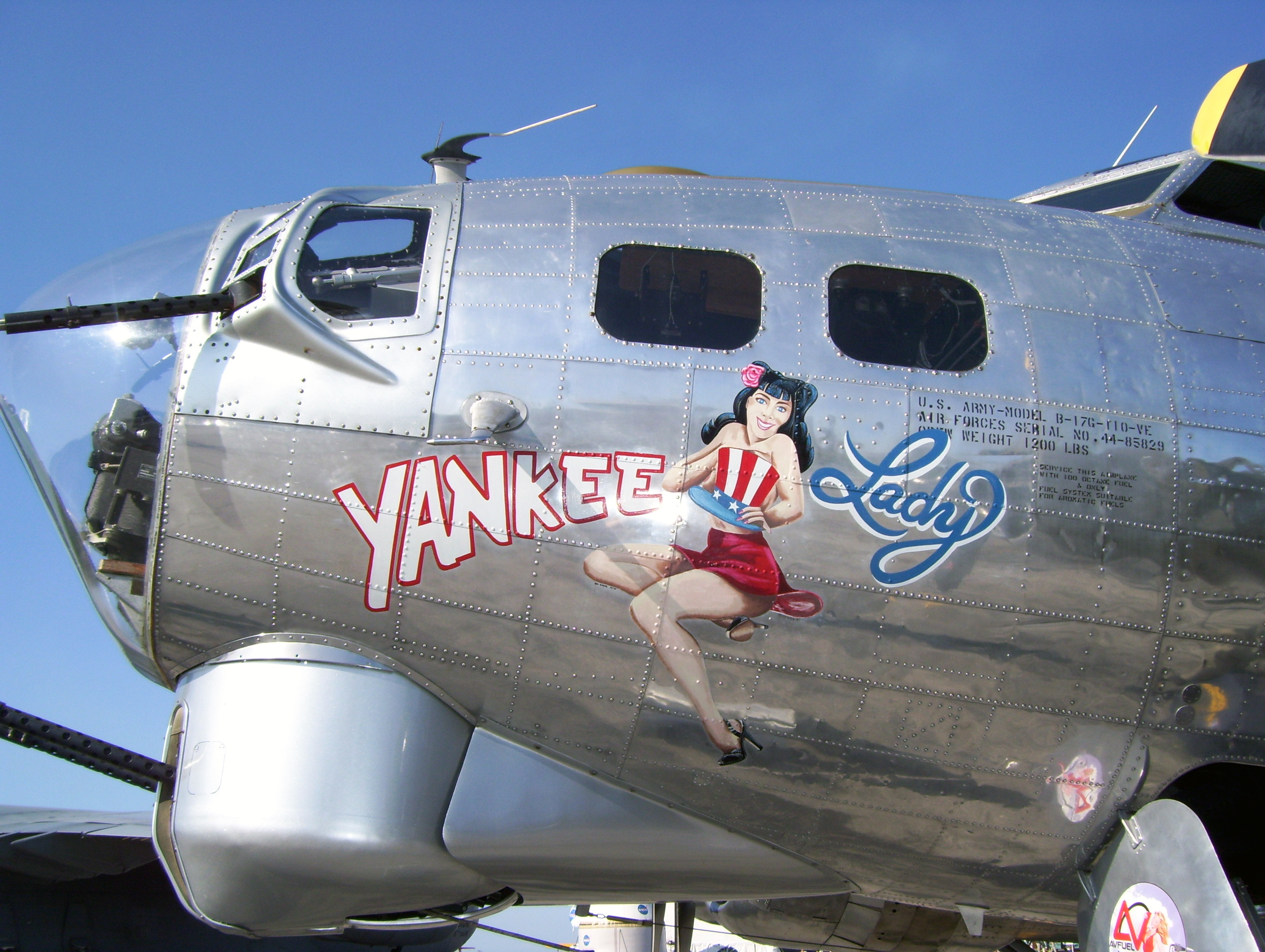
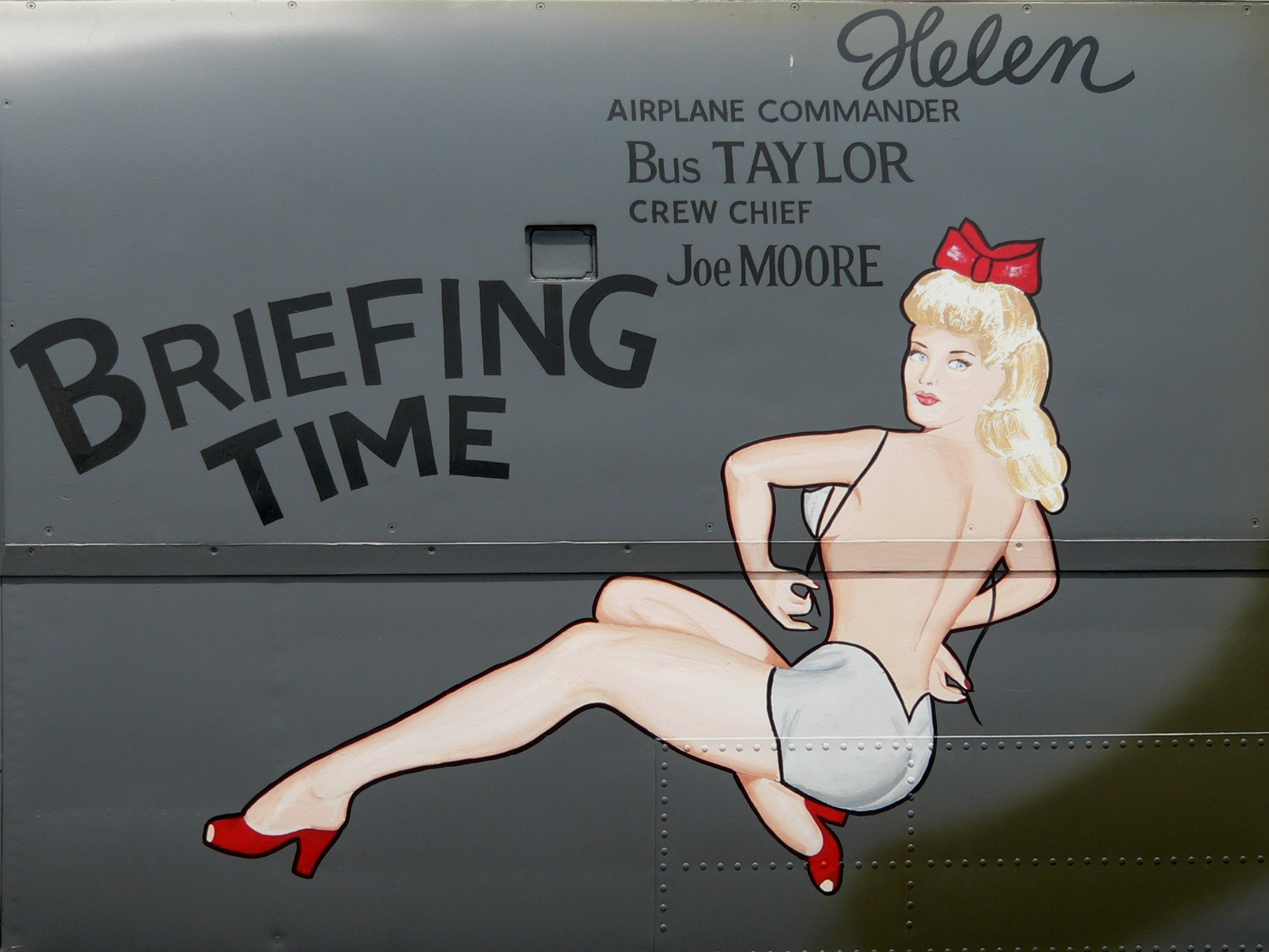
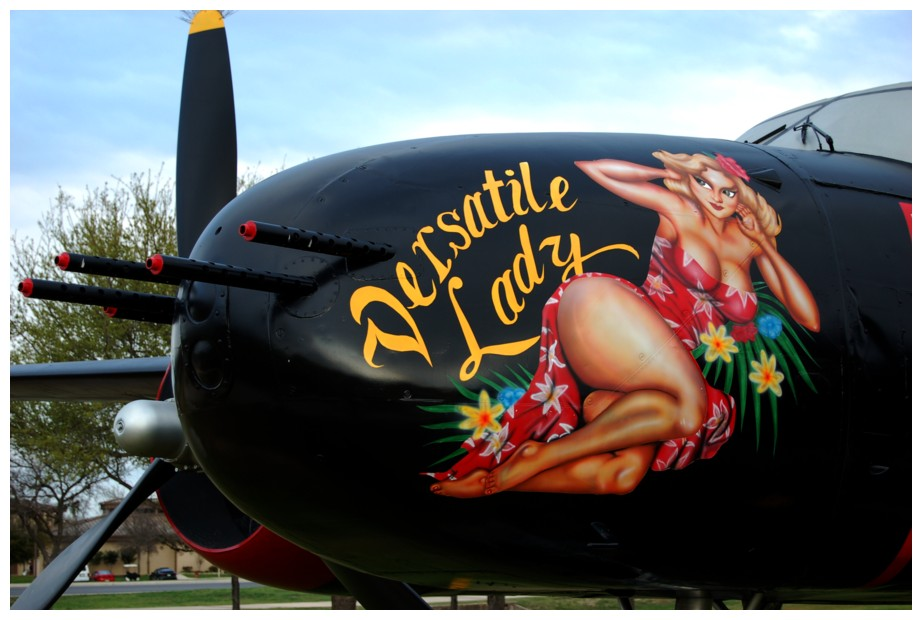
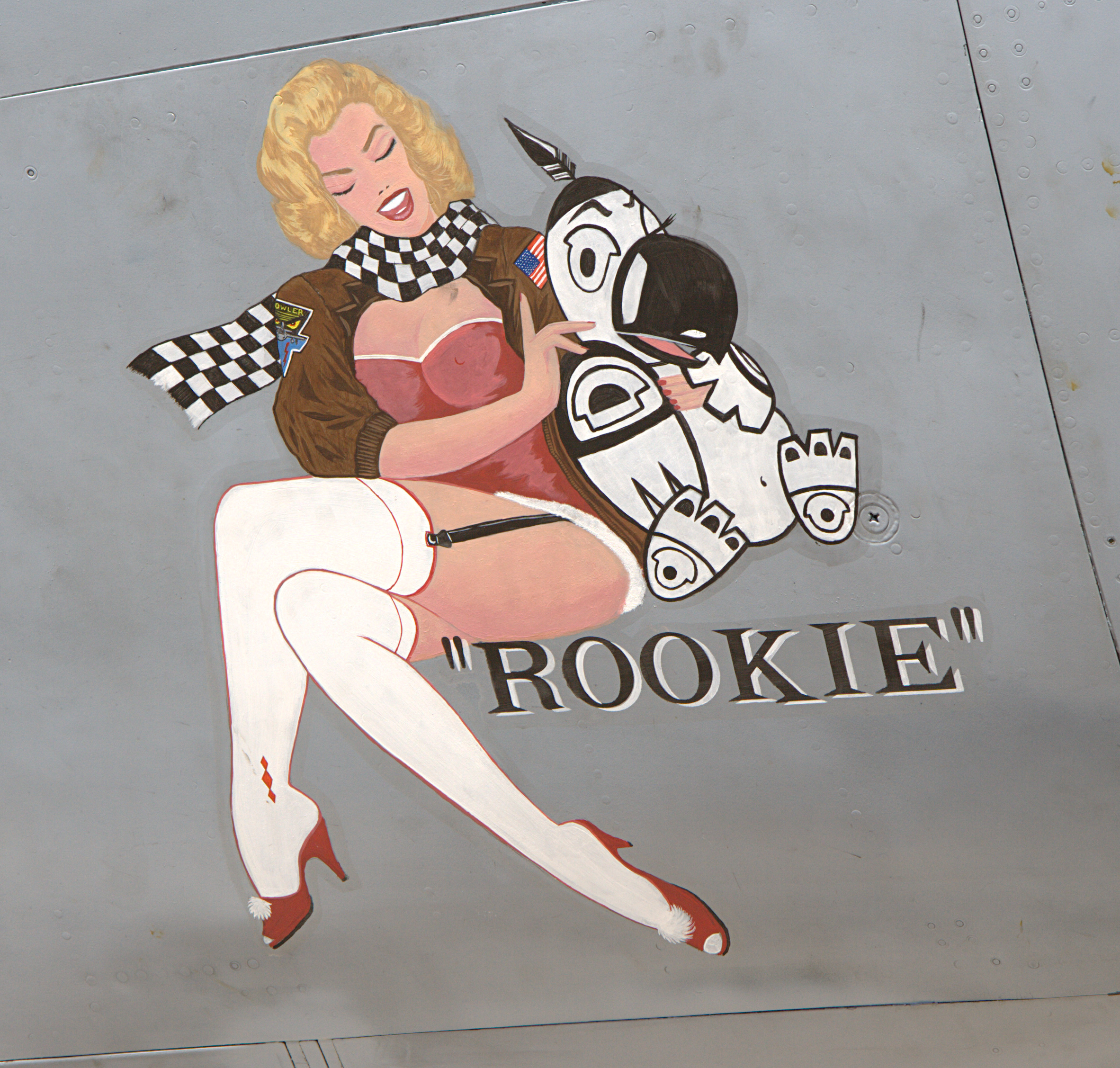
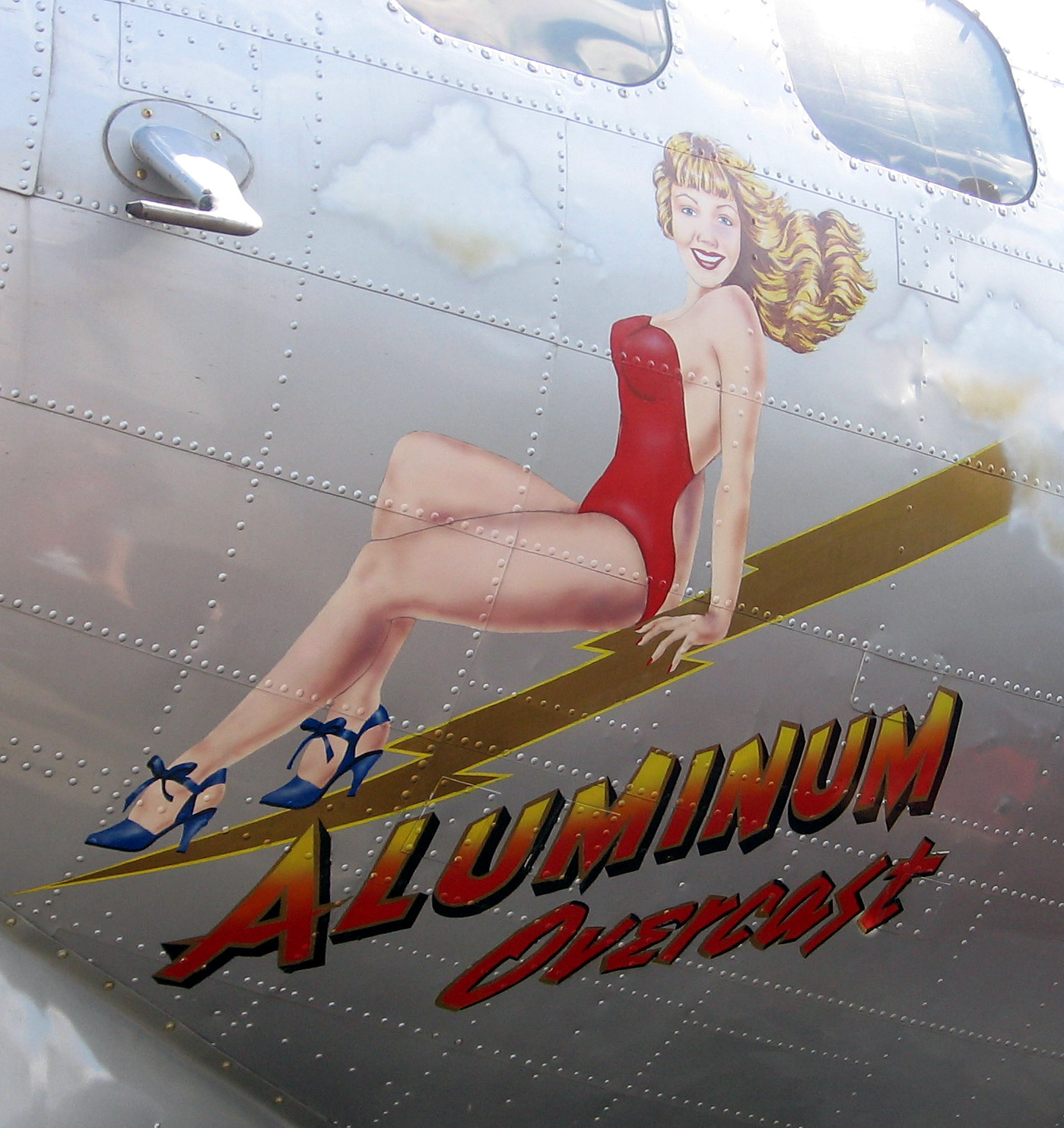

## Pin-upsfamosas

### Anos 1910 e 1920
- Theda Bara
- Clara Bow
- Louise Brooks
- Joan Crawford
- Bebe Daniels
- Marion Davies
- Ruth Etting
- Greta Garbo
- Alla Nazimova
- Pola Negri
- Mary Pickford
- Gloria Swanson

### Anos 1930
- Josephine Baker
- Joan Blondell
- Virginia Bruce
- Dolores del Rio
- Jean Harlow
- Greta Garbo
- Sonja Henie
- Ruby Keeler
- Carole Lombard
- Myrna Loy
- Ginger Rogers
- Barbara Stanwyck
- Lupe Velez
- Mae West

### Anos 1940
- Lauren Bacall
- Ingrid Bergman
- Jeanne Crain
- Linda Darnell
- Yvonne De Carlo
- Lisa Fonssagrives
- Ava Gardner
- Lynn Bari
- Judy Garland
- Paulette Goddard
- Betty Grable
- Kathryn Grayson
- Jane Greer
- Susan Hayward
- Rita Hayworth
- Lena Horne
- Veronica Lake
- Hedy Lamarr
- Dorothy Lamour
- Ann Miller
- Carmen Miranda
- Ella Raines
- Donna Reed
- Jane Russell
- Ann Sheridan
- Alexis Smith
- Gene Tierney
- Lana Turner
- Esther Williams
- Shelley Winters
- Vivian Blaine

### Anos 1950
- Pier Angeli
- Carroll Baker
- Eartha Kitt
- Candy Barr
- Cyd Charisse
- Dorothy Dandridge
- Sandra Dee
- Faith Domergue
- Anita Ekberg
- Gloria Grahame
- Gina Lollobrigida
- Sophia Loren
- Elizabeth Taylor
- Audrey Hepburn
- Debbie Reynolds
- Jayne Mansfield
- Kim Novak
- Maila Nurmi
- Marilyn Monroe
- Bettie Page
- Barbara Rush

### Anos 1960
- Ann-Margret
- Barbara Eden
- Brigitte Bardot
- Claudia Cardinale
- Raquel Welch
- Rita Moreno
- Twiggy
- Ursula Andress

### Anos 1970
- Julie Newmar
- Adrienne Barbeau
- Sandra Dee
- Lynda Carter
- Farrah Fawcett
- Goldie Hawn
- Lauren Hutton
- Olivia Newton-John
- Jaclyn Smith
- Cheryl Tiegs

### Anos 1980
- Madonna
- Monique Evans
- Christina Applegate
- Justine Bateman
- Christie Brinkley[3]
- Phoebe Cates
- Belinda Carlisle
- Sheena Easton
- Samantha Fox
- Daryl Hannah
- Tawny Kitaen
- Heather Locklear
- Kelly LeBrock
- Brooke Shields
- Heather Thomas
- Lea Thompson

### Anos 1990
- Anna Nicole Smith
- Carmen Electra
- Cindy Margolis
- Cindy Crawford
- Celine Dion
- Jessica Lange
- Nicole Kidman
- Pamela Anderson
- Leelee Sobieski
- Sharon Stone

### Anos 2000
- Amy Winehouse
- Bernie Dexter
- Christina Aguilera
- Dita Von Teese
- Eva Green
- Maria Brink
- Lady Gaga

### Anos 2010
- Christina Hendricks[4]
- Katy Perry
- Lana Del Rey[5]
- Megan Fox[6]
- Scarlett Johansson[7]

## Galeria

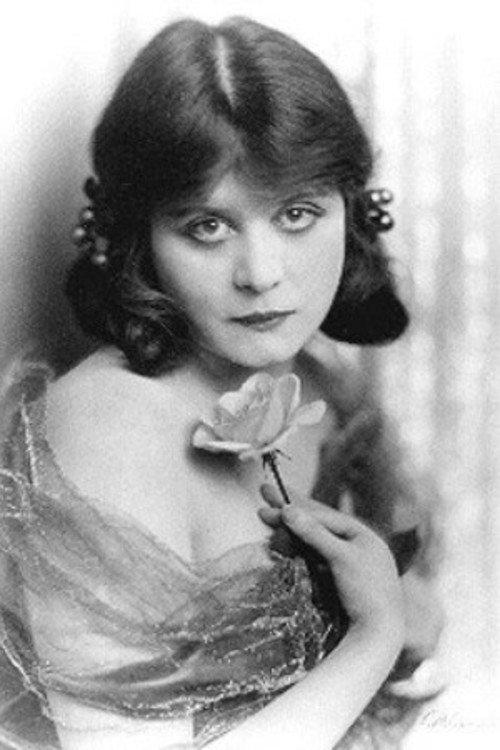
Theda Bara
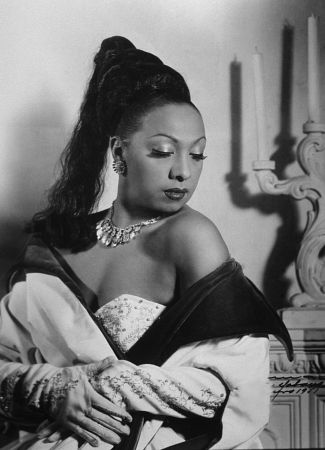
Josephine Baker
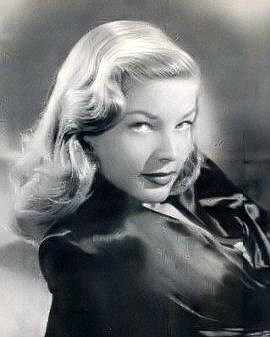
Lauren Bacall
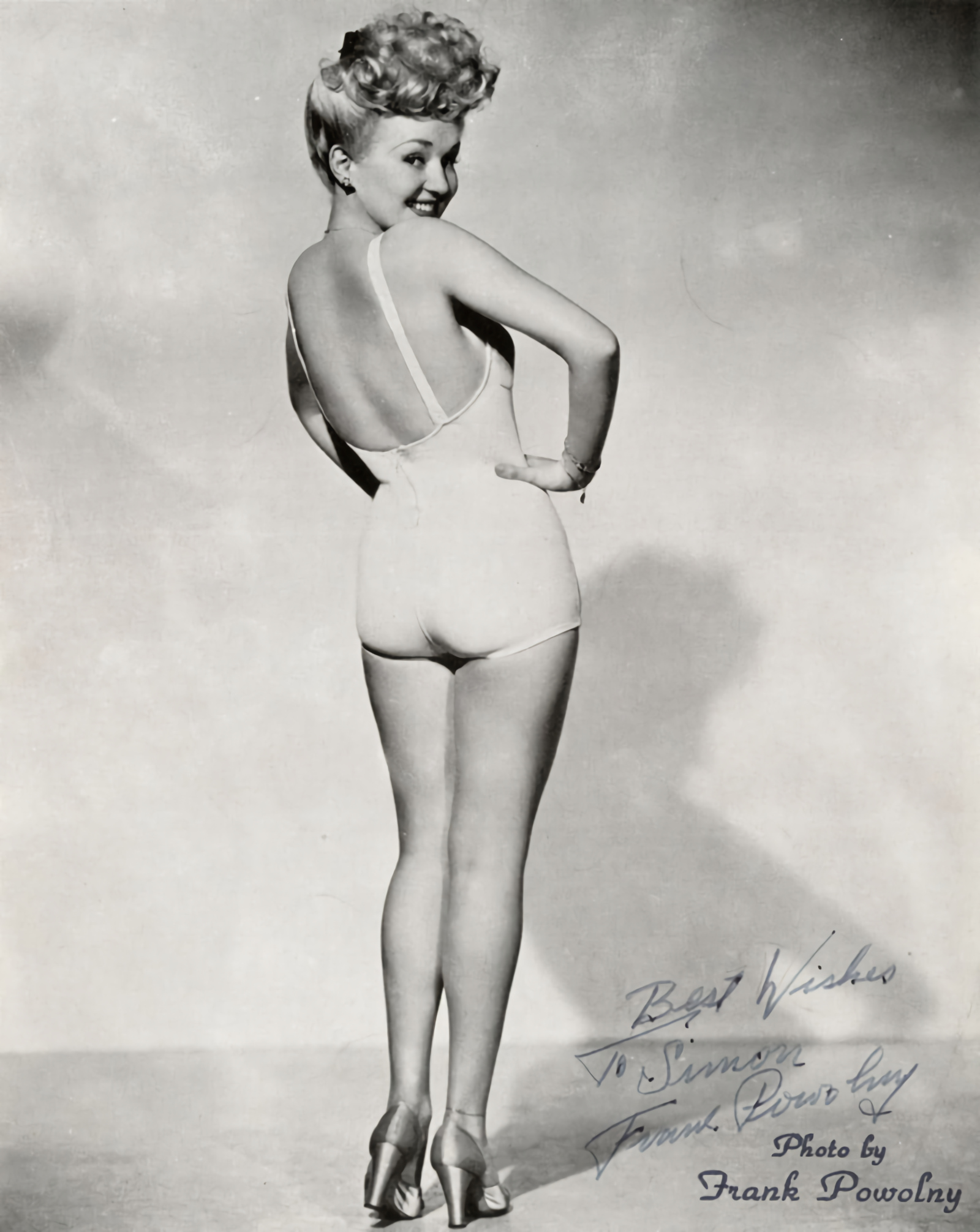
Betty Grable
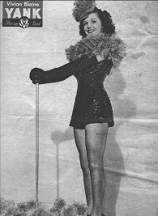
Vivian Blaine
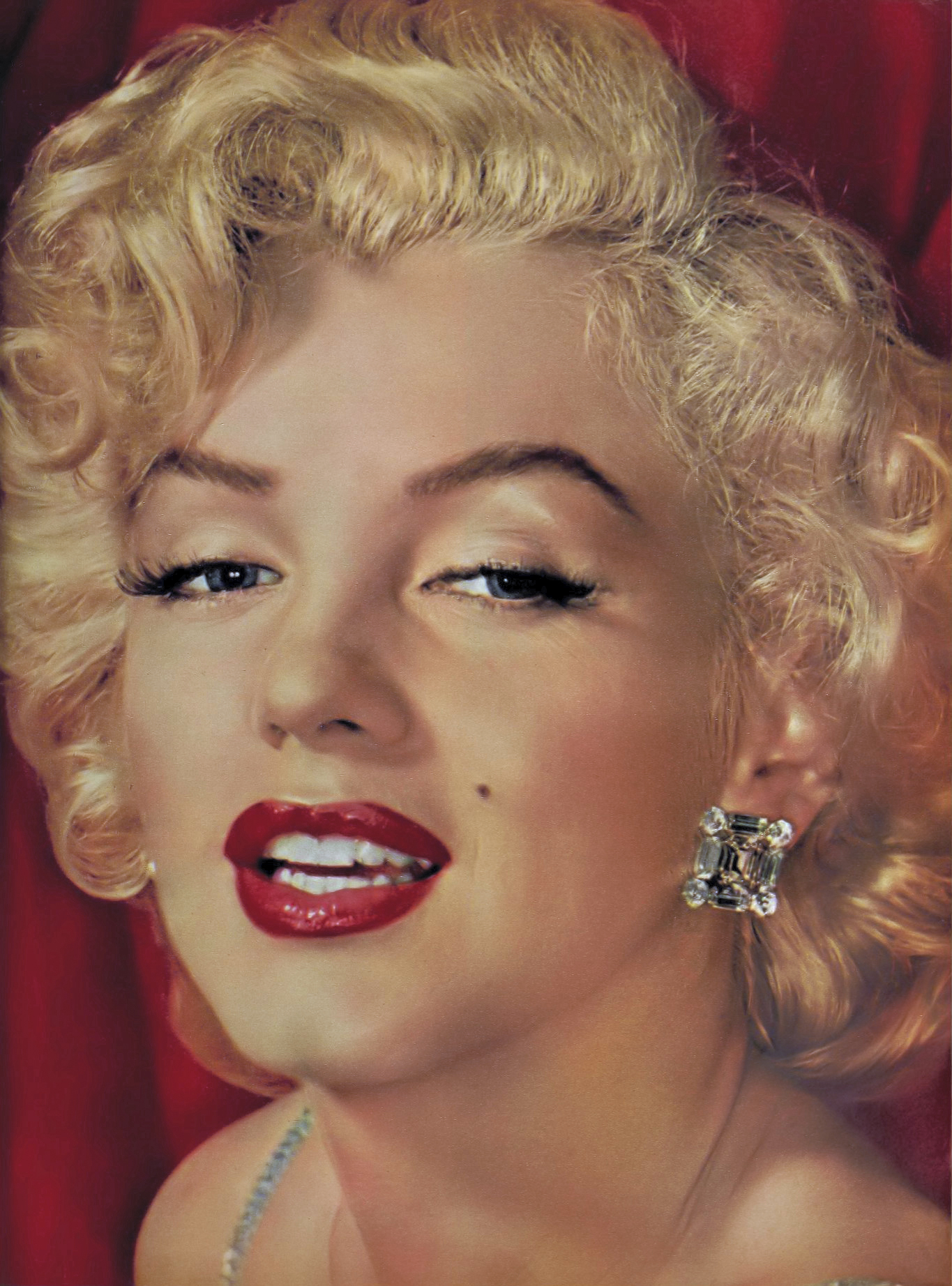
Marilyn Monroe
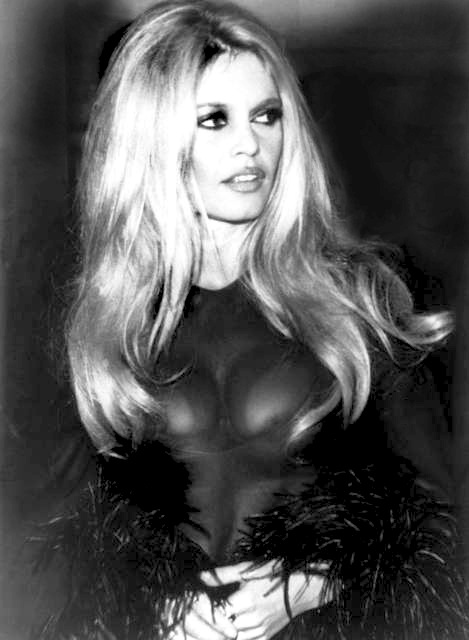
Brigitte Bardot
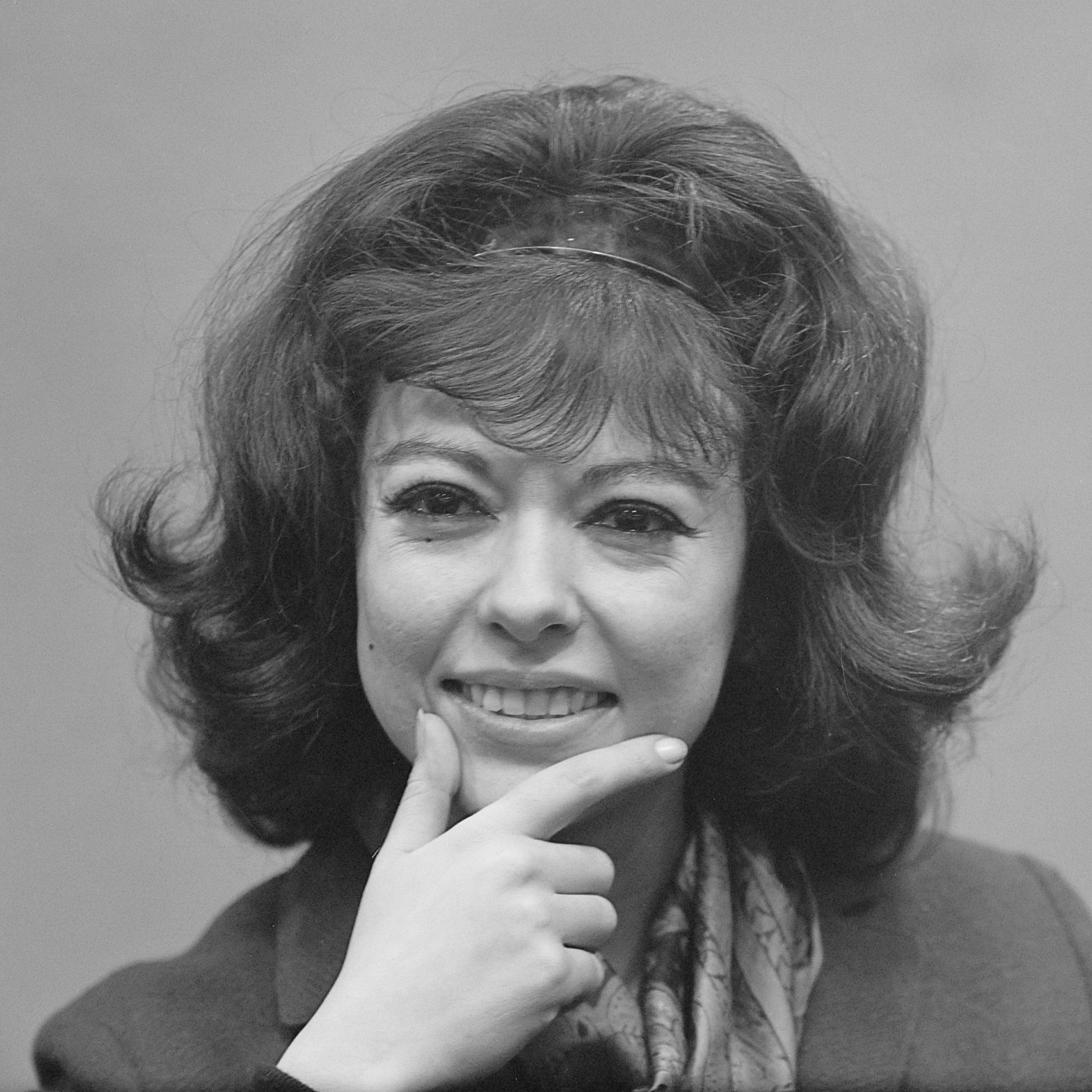
Rita Moreno
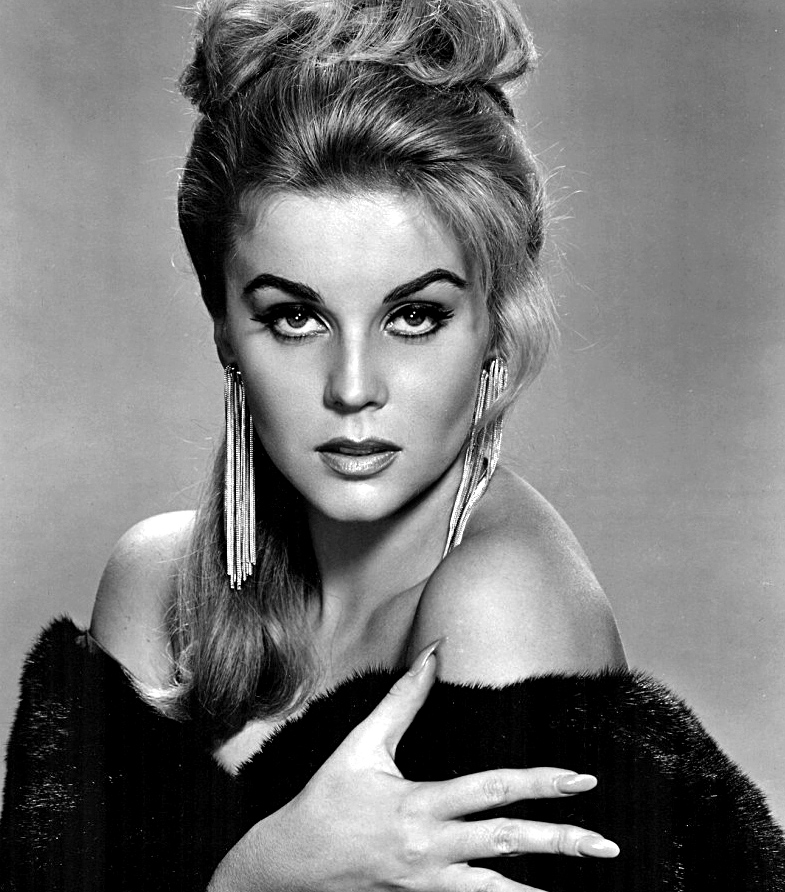
Ann-Margret
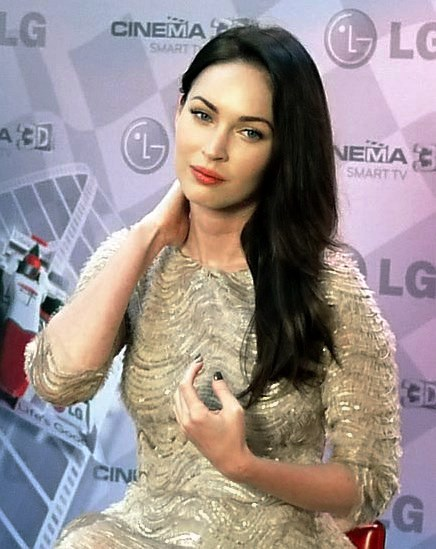
Megan Fox
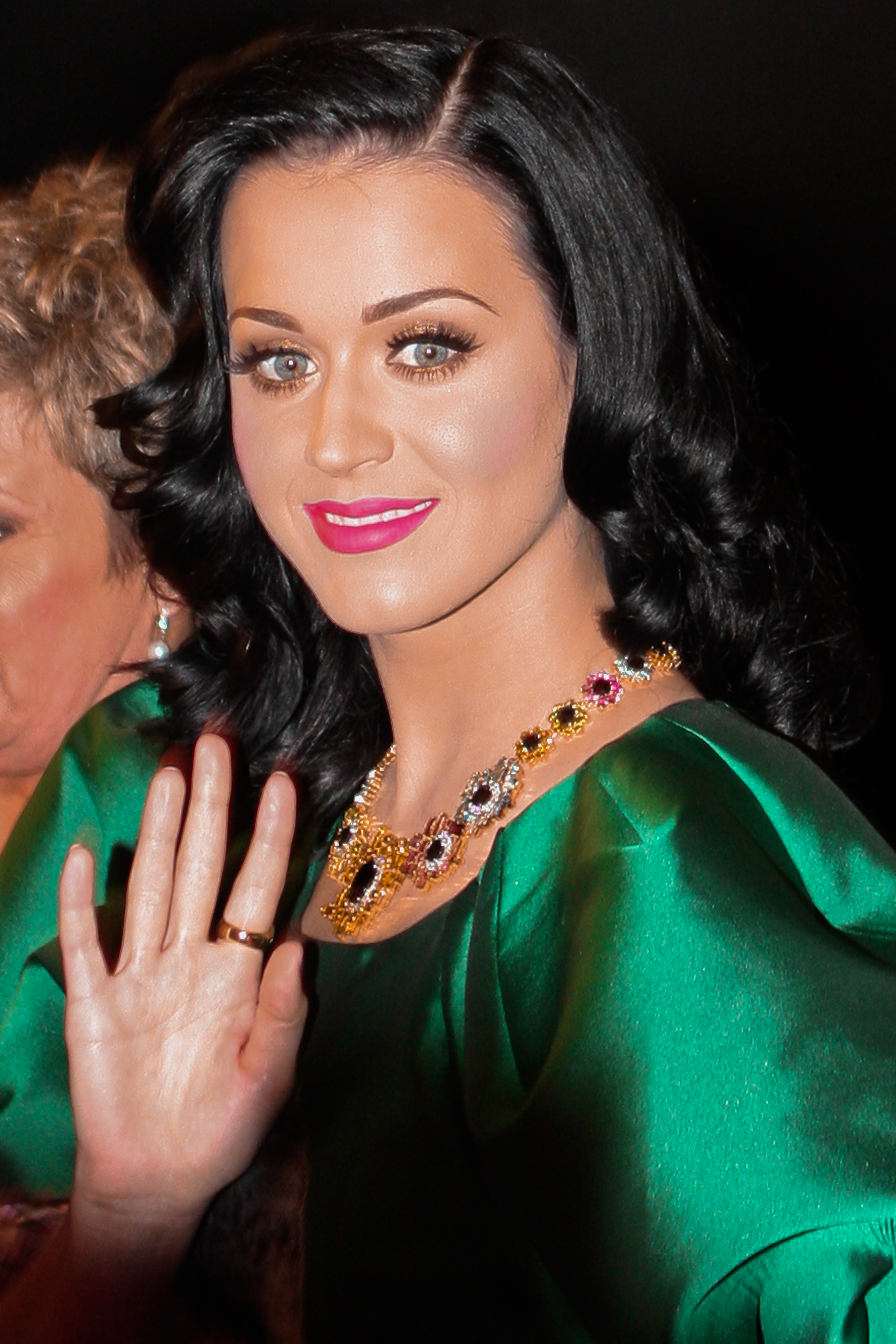
Katy Perry
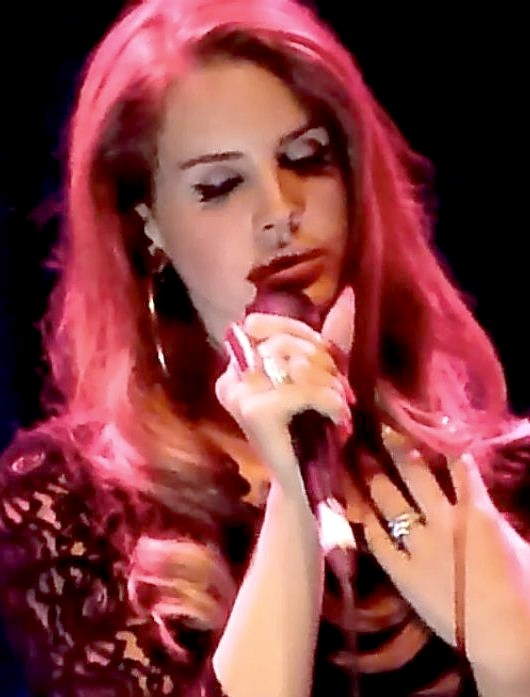
Lana Del Rey
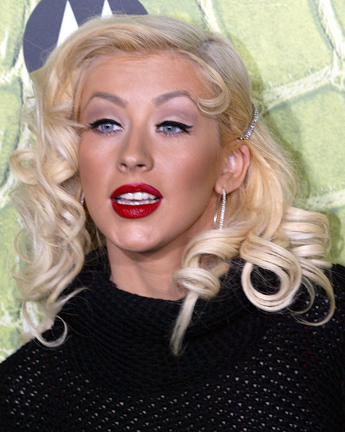
Christina Aguilera